# Hans Vießmann

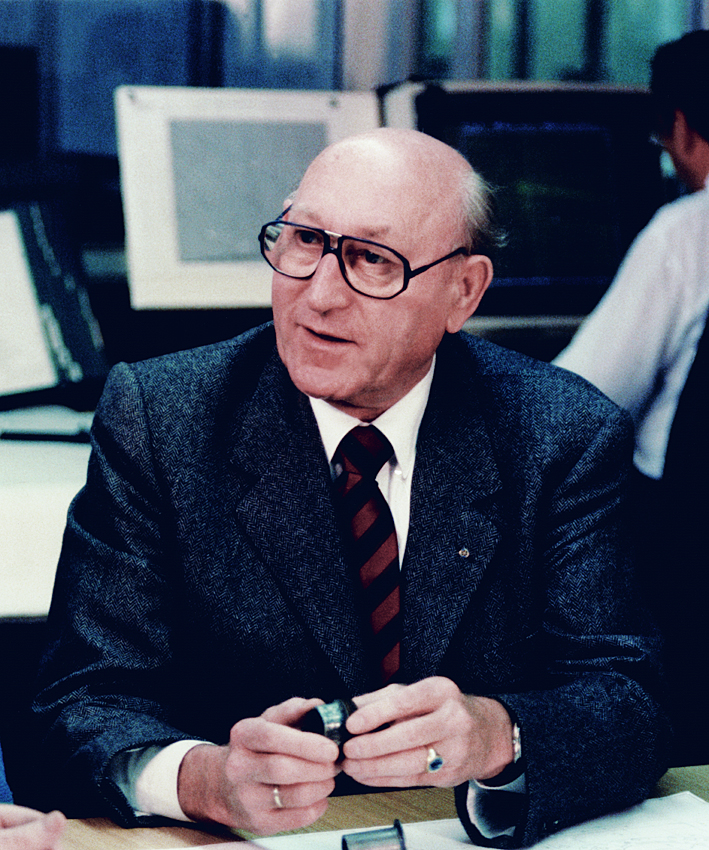
Hans Vießmann

Hans Vießmann (* 15. November 1917 in Hof (Saale); † 30. März 2002 ebenda) war ein deutscher Ingenieur, Techniker und Unternehmer.

## Leben
Hans Vießmann wurde 1917 als erster Sohn von Johann und Auguste Vießmann in Hof an der Saale geboren. Im selben Jahr wurde das Unternehmen Viessmann gegründet. Seine Kinderjahre verbrachte er mit seinen Geschwistern großteils in der Schlosserwerkstatt seines Vaters. Dieser erhielt 1928 einen folgenreichen Auftrag zur Anfertigung eines Stahlheizkessels, den er 1936 patentieren ließ.
Nach seiner Ausbildung als Maschinenschlosser, die er als Landessieger abschloss, unterstützte Hans Vießmann fortan seinen Vater im eigenen Betrieb. Die Familie zog nach Hessen und eröffnete am 8. Mai 1938 in Allendorf (Eder) einen neuen Betrieb. 1946 heirateten Hans Vießmann und Martha Laute. Mit der finanziellen Unterstützung seines Schwiegervaters war es Hans Vießmann möglich, den väterlichen Betrieb zu übernehmen. Gemeinsam mit seinen Mitarbeitern entwickelte er von nun an Werkzeuge und Vorbereitungsarbeiten für eine neue Kesselserie. Diese stellte er 1957 erstmals auf der Hannover Messe vor.
1957 gründeten Hans Vießmann und andere Branchenkollegen den Stahlheizkesselverband, zu dessen Präsidenten er gewählt wurde. Ein Jahr später starb sein Vater Johann Vießmann.
Mit Emanuel Pfeil entwickelte Hans Vießmann 1965 einen ölgefeuerten Heizkessel mit integrierten Warmwasserbereitern. Diese und weitere Arbeiten führten zur Verleihung des Ehrendoktors der Philipps-Universität Marburg. Im Jahr 1994 verlieh ihm der Bundespräsident für seine Verdienste das Große Bundesverdienstkreuz mit Stern und Schulterband. Er erweiterte in den darauf folgenden Jahren sein Werk in Allendorf und kaufte ein Industriegrundstück in Battenberg (Eder). Es folgten erste Auslands-Vertriebsgesellschaften in Belgien und Frankreich.
Ende der 1960er Jahre verlegte Hans Vießmann die Produktion von Lüftungs- und Klimageräten an seinen Geburtsort in Hof an der Saale. 1971 wurde dafür ein Fertigungsgebäude in Unterkotzau bei Hof übernommen. Zwei Jahre später liefen die ersten Geräte vom Band.
1992 zog sich Hans Vießmann aus der Heiztechnik zurück und übertrug seinem Sohn Martin Viessmann der seit 1979 im Unternehmen tätig ist, die alleinverantwortliche Leitung. Hans Vießmann widmete sich bis zu seinem Tod im Jahr 2002 der Kältetechnik in Hof an der Saale. Im Jahr 2003 wurde die neu gegründete Hans Vießmann Technologie Stiftung gemäß Testament Eigentümer der Viessmann Kältetechnik AG.
2012 übernahm die Viessmann Group zu 100 Prozent die Aktien der Viessmann Kältetechnik AG. Mit einem zugesicherten Investitionsvolumen in Millionenhöhe wird der Standort Hof mit seinen mehr als 400 Mitarbeitern zum Kältekompetenzzentrum der Unternehmensgruppe ausgebaut.
2017 wurde festgelegt, einen Teil der Schleizer Straße zu Ehren Vießmanns in die Dr.-Vießmann-Straße umzubenennen. In dem nun umbenannten (Stand 2022) Hofer Straßenabschnitt befindet sich auch ein Standort des Unternehmens.

## Auszeichnungen
- 1967 Verdienstkreuz 1. Klasse der Bundesrepublik Deutschland
- 1979 Bayerischer Verdienstorden
- 1980 Staatsmedaille für besondere Verdienste um die bayerische Wirtschaft
- 1980 Rudolf-Diesel-Medaille
- 1982 Ehrendoktorwürde der Universität Marburg
- 1983 Großes Verdienstkreuz der Bundesrepublik Deutschland
- 1987 VDI-Ehrenmedaille in Gold
- 1987 Großes Verdienstkreuz mit Stern der Bundesrepublik Deutschland
- 1992 Ehrenmitglied und Ehrenmedaille der IHK Oberfranken
- 1992 Ehrenbürger und Goldene Bürgermedaille der Stadt Hof (Saale)
- 1992 Hessischer Verdienstorden
- 1993 VDI-Ehrenzeichen in Gold
- 1993 Ehrendoktorwürde der Wilfrid Laurier University, Waterloo, Kanada
- 1994 Großes Verdienstkreuz mit Stern und Schulterband der Bundesrepublik Deutschland
- 1995 Verdienstmedaille des Landes Baden-Württemberg
- 1997 Karl-Winnacker-Preis (Marburg)

## Öffentliche Einrichtungen
- Hans-Viessmann-Schule, Frankenberg und Bad Wildungen

## Stiftungen
- Dr. Hans Vießmann Technologie Stiftung
- Dr. Hans Vießmann-Stiftung

## Veröffentlichungen
- Viessmann Heizungs-Handbuch. Gentner Verlag, Stuttgart 1987, 37300.